# Blocada Germaniei (1939–1945)

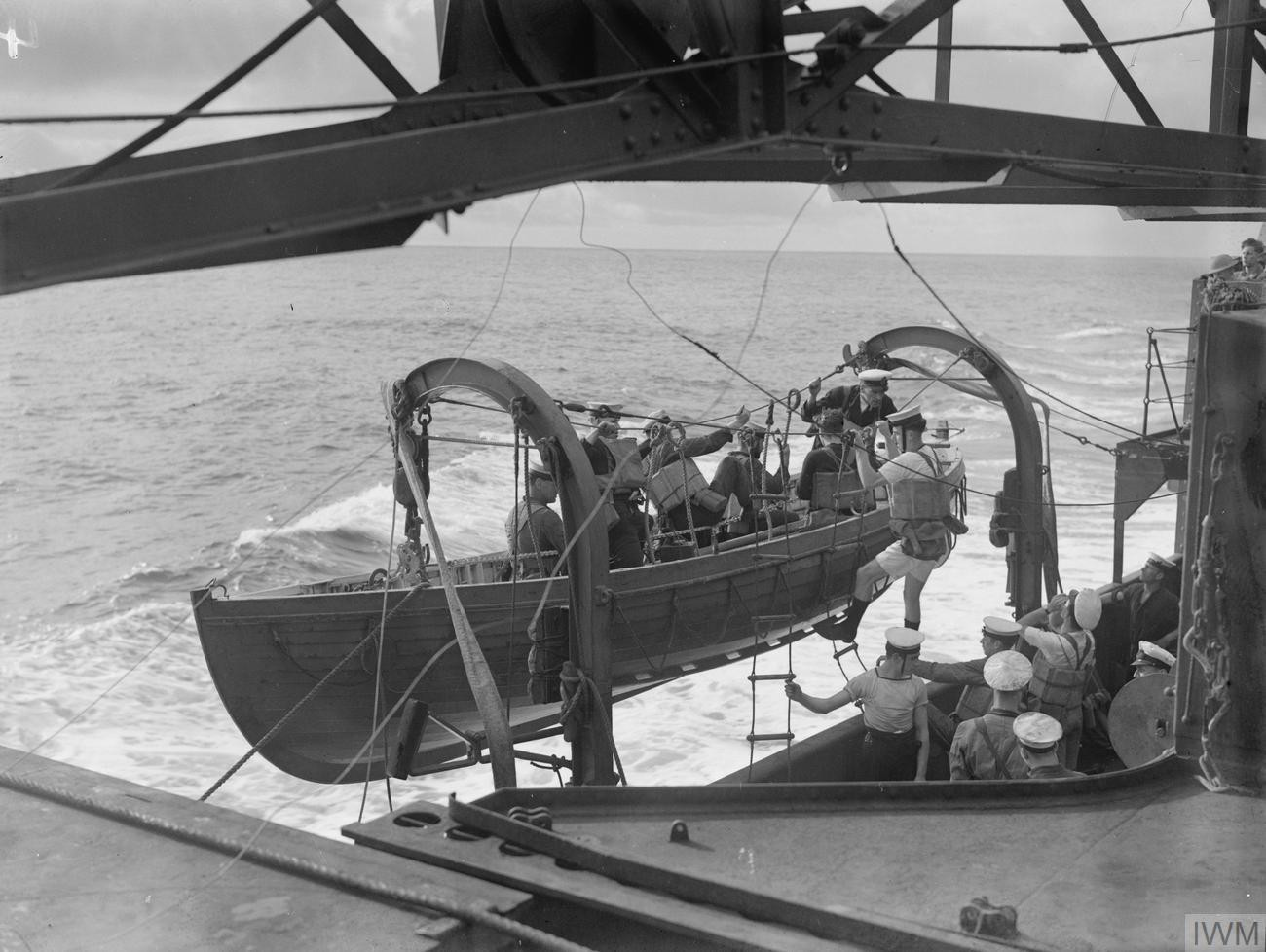
Baleniera de pe HMS Sheffield, care trimite o echipă de abordare înarmată pentru a verifica o navă neutră oprită pe mare, 20 octombrie 1941

Blocada Germaniei (1939–1945), cunoscută și sub numele de Războiul economic, a aimplicat operațiuni desfășurate în timpul celui de- al Doilea Război Mondial de către Imperiul Britanic și Franța pentru restricționarea aprovizionării cu minerale, combustibil, metale, alimentelor și textile necesare Germaniei naziste – și mai târziu Italiei fasciste – pentru a-și susține eforturile de război. Războiul economic a constat în principal dintr-un blocadă| naval, care a făcut parte din Bătălia Atlanticului, dar a inclus și bombardarea țintelor importante din punct de vedere economic și achiziționarea exclusivă a materialelor de război de la țările neutre, pentru a împiedica vânzarea acestora către Puterile Axei.:55
- În prima perioadă, de la începutul ostilităților europene în septembrie 1939 până la sfârșitul „Războiului ciudat”, atât Aliații, cât și puterile Axei au interceptat nave comerciale neutre pentru a confisca livrările destinate inamicilor lor. Blocada navală din această perioadă s-a dovedit a fi ineficientă, deoarece Axa putea obține materiale cruciale din Uniunea Sovietică până în iunie 1941, în timp ce Berlinul folosea porturile din Spania pentru importul de materiale de război

- A doua perioadă a început după ocuparea rapidă de către Axă a majorității teritoriului european (Scandinavia, Benelux, Franța și Balcani) în 1940-1941, ceea ce a dus la controlul de către Axă al principalelor centre industriale și agricole.
- A treia perioadă a început în decembrie 1941, după ce atacul de la Pearl Harbor al Marinei japoneze a determinat intrarea oficială a Statelor Unite în războiul european.
- Perioada finală a venit după ce soarta războiului s-a întors în defavoarea Axei, în urma înfrângerilor militare grele suferite până la și după Ziua Z din iunie 1944, care au dus la retragerea treptată a Axei din teritoriile ocupate, în fața ofensivei militare copleșitoare a Aliaților.